# Сад и огород
«Сад и огород» (дореф. Садъ и Огородъ) (с 1911 — «Журнал сад и огород») — российский журнал. Издавался Российским обществом любителей садоводства в Москве. Продолжением «Журнала садоводства» (Журналъ Садоводства), 1874—1876 гг.
Издание Российского общества любителей садоводства; (с 1903 в подзаг. незначительные изменения); с 1909 — Ежемесячный журнал декоративного садоводства, плодоводства, огородничества и шелководства. Орган Российского общества любителей садоводства; с № 5-6 1909 без первого подзаг. М. 1901—1916. Продолж. Первый год изд. 1885 (Лисовский, № 1769). 2 раза в мес.; с 1903 — 6 раз в год; с 1904 ежемесячно
журнал Выходит с 1885 г. по два раза в месяц, под редакцией В. К. Попандопуло. Служит продолжением «Журнала садоводства» (см.).
Редакторы.
В. К. Попандопуло; с № 3 И. И. Трояновский; с № 8-13 1902 Н. Е. Цабель; с 1904 А. Н. Лебедев; с № 6 1906 С. Л. Маркова; с 1909 А. С. Карцов; с № 7-8 С. Л. Маркова; с 1911 В. А. Поляков, вице-презид. О-ва, и А. И. Ненароков, правитель дел; с № 2 В. А. Поляков; с 1914 В. И. Ананьин, президент Российского общества любителей садоводства; с 1916 А. С. Пионтковский. Изд. Российское общество любителей садоводства.
22—29 см, пагинация годичная, 256—570 с.; 1911 32—64 с. Илл.

## График выхода в XX веке
1901 № 1 (1-I) — № 24 (15-XII)
1902 № 1 (1-I) — № 22-24 (б. д.)
1903 № 1 [февр.] — № 6 [дек.]
1904 № 1 — № 12
1905—1916 по 12 номеров в год.
Указание содержанияза 1903—1908, 1912, 1914 годовые указатели в последнем номере соотв. года; за 1912 отд. вып. 4 с.
Приложения
1906, 1908—1910, 1912—1913 книги и брошюры по садоводству и огородничеству.